# ورزشگاه شاهزاده عبدالله بن جلوی
ورزشگاه شاهزاده عبدالله بن جلوی (به عربی:ستاد الأمیر عبدالله بن جلوی) ورزشگاه فوتبال در شهر احساء در کشور عربستان است.
این ورزشگاه در سال ۱۹۸۳ افتتاح شده است و گنجایش ۲۷٬۵۵۰ تماشاگر را دارد.
این ورزشگاه میزبان بازی‌های انتخابی جام جهانی ۲۰۲۶ میان دو تیم افغانستان و قطر ( میزبانی افغانستان ) نیز بوده است.